# 559 TCN
559 TCN là một năm trong lịch La Mã.